# 劳拉·兰曼
劳拉·兰曼（英語：Laura Langman，1986年4月16日—），新西兰女子篮网球运动员。她曾代表新西兰参加2006年、2010年和2014年英联邦运动会篮网球比赛，获得二枚金牌和一枚银牌。